# Hannah Snell
Hannah Snell, född 1723, död 1792, var en brittisk soldat, som tjänstgjorde i den brittiska flottan utklädd till man mellan åren 1747 och 1750. Hennes liv blev redan under hennes livstid föremål för många pjäser och böcker.